# Кіанська порода
Кіанська порода (італ. Chianina) — порода великої рогатої худоби м'ясного напрямку продуктивності. Виведена в Італії у Кіанській долині. Звідти завозилась в Бразилію, Аргентину, Канаду. Одна із стародавніх порід світу.
Масть тварин біла з характерним сірим відтінком. Худоба кіанської породи дуже велика (висота в холці 150—180 см), має видовжений тулуб і винятково високі м'ясні якості. Жива маса корів становить 700—750 кг і до 800—1000 кг, бугаїв 1200—1500 кг, максимальна — 1820 кг. Потомство, одержане від схрещування тварин кіанської породи з худобою сірої української породи і симентальської породи має добрі м'ясні якості.
Маса телят при народженні становить 45-50 кг. Телята народжуються рудими (як у сірої української худоби) і залишаються такими до 3-місячного віку. Завдяки добрій молочності корів молодняк при відлученні у 6-місячному віці досягає 220—280 кг, характеризується винятково високою енергією росту до 2-річного віку. Жиру при цьому відкладається небагато. За стандартом маса кіанських бугаїв у 12-місячному віці має бути 475 кг, у 15-ти — 580, у 18-ти — 676 і в 23-місячному — 839 кг. Забійний вихід 60- 65 %. Ріст тварин характеризується значною інтенсивністтю. У деяких випадках середньодобовий приріст живої маси при відгодівлі досягає 2000 г. Молочність худоби невисока.
В Україні кіанську породу використовують для промислового схрещування і виведення м'ясної худоби.